# Illa Aleksijewicz
Illa Aleksijewicz (biał. Ілля Алексіевіч; ur. 10 lutego 1991 w Żodzinie) – białoruski piłkarz, występujący na pozycji pomocnika.

## Kariera klubowa
| Sezon | Klub            | Kraj     | Rozgrywki        | Mecze | Bramki |
| ----- | --------------- | -------- | ---------------- | ----- | ------ |
| 2008  | Tarpeda Żodzino | Białoruś | Wyszejszaja liha | 1     | 0      |
| 2009  | Tarpeda Żodzino | Białoruś | Wyszejszaja liha | 1     | 0      |
| 2010  | Tarpeda Żodzino | Białoruś | Wyszejszaja liha | 14    | 0      |
| 2011  | FK Homel        | Białoruś | Wyszejszaja liha | 29    | 2      |
| 2012  | FK Homel        | Białoruś | Wyszejszaja liha | 27    | 3      |